# Uniunea Internațională a Asociațiilor de Alpinism
Uniunea Internațională a Asociațiilor de Alpinism (în franceză Union Internationale des Associations d'Alpinisme, acronim UIAA), cunoscută și cu denumirea engleză International Mountaineering and Climbing Organisation, este organizația internațională care reunește zeci de federații naționale de sporturi montane (cum ar fi alpinismul, escalada și schi alpinismul) și le reprezintă în cadrul Comitetului Olimpic Internațional. Există 90 de organizații membre, reprezentând 67 de țări.

## Federații

### Federații membre
| Țară                       | Federație                                                                           | An de afiliere |
| -------------------------- | ----------------------------------------------------------------------------------- | -------------- |
| Andorra                    | Federacio Andorrana de Muntanyisme (FAM)                                            | 1982           |
| Argentina                  | Federaciòn Argentina de Ski y Andinismo (FASA)                                      | 1951           |
| Azerbaidjan                | Mountaineering Federation of Azerbaijan Republic (AAF)                              | 2011           |
| Azerbaidjan                | Azerbaijan Air and Extreme Sports Federation (FAIREX)                               | 2011           |
| Belgia                     | Climbing & Mountaineering Belgium (CMBEL)                                           | 1932           |
| Bosnia și Herțegovina      | Mountaineering Union of Bosnia - Herzegovina (PSBH)                                 | 1997           |
| Brazilia                   | Confederação Brasileira de Montanhismo e Escalada (CBME)                            | 2005           |
| Bulgaria                   | Bulgarian Climbing and Mountaineering Federation (BCMF)                             | 1935           |
| Canada                     | Alpine Club of Canada (ACC)                                                         | 1947           |
| Canada                     | Ecole Nationale d'Escalade du Québec (ENEQ)                                         | 2002           |
| Canada                     | Fédération Québécoise de la Montagne et de l'Escalade (FQME)                        | 1975           |
| Chile                      | Federación de Andinismo de Chile (FEACH)                                            | 1955           |
| China                      | Chinese Mountaineering Association (CMA)                                            | 1985           |
| China                      | China Hong Kong Mountaineering and Climbing Union (CHKMCU)                          | 1988           |
| Cipru                      | Mountaineering and Climbing Federation of Cyprus (KOMOA)                            | 2007           |
| Coreea de Sud              | Corean Alpine Club (CAC)                                                            | 1969           |
| Coreea de Sud              | Korean Alpine Federation (KAF)                                                      | 1969           |
| Croația                    | Hrvatski planinarski savez (HPS)                                                    | 1991           |
| Danemarca                  | Dansk Bjergklub (DB)                                                                | 1977           |
| Danemarca                  | Dansk Klatreforbund (DCF)                                                           | 1998           |
| Finlanda                   | Finnish Climbing Association (FCA)                                                  | 1994           |
| Franța                     | Fédération française des clubs alpins et de montagne (FFCAM)                        | 1932           |
| Georgia                    | Mountaineering and Climbing Association of Georgia (MCAG)                           | 1993           |
| Japonia                    | Japan Mountaineering Association (JMA)                                              | 1967           |
| Grecia                     | Hellenic Federation of Mountaineering and Climbing (EOOA)                           | 1936           |
| India                      | Indian Mountaineering Foundation (IMF)                                              | 1981           |
| India                      | Himalayan Mountaineering Institute (HMI)                                            | 2011           |
| India                      | Nehru Institute for Mountaineering (NIM)                                            | 2011           |
| Iran                       | I.R. Iran Mountaineering and Sport Climbing Federation (I.R.IMSCF)                  | 1972           |
| Irlanda                    | Mountaineering Ireland (MCI)                                                        | 2004           |
| Israel                     | The Israeli Alpine Club (ILAC)                                                      | 2009           |
| Italia                     | Alpenverein Südtirol (AVS)                                                          | 1974           |
| Italia                     | International Skyrunning Federation (ISF)                                           | 2011           |
| Kosovo                     | Kosovo Mountaineering and Alpinist Federation (KMAF)                                | 2011           |
| Letonia                    | Latvijas Alpinistu Savieniba (LAA)                                                  | 1992           |
| Liechtenstein              | Liechtensteiner Alpenverein (LAV)                                                   | 1959           |
| Lituania                   | Lithuanian Mountaineering Association (LMA)                                         | 1991           |
| Luxemburg                  | Fédération Luxembourgeoise d'Escalade, de Rendonnée Sportive et d'Alpinisme (FLERA) | 1960           |
| Macedonia de Nord          | FYR Macedonian Mountain Sport Federation (MMSF)                                     | 1999           |
| Mexic                      | Federación Mexicana de Deportes de Montaña y Escalada AC (FMDME)                    | 1947           |
| Monaco                     | Club Alpin Monégasque (CAM)                                                         | 1994           |
| Mongolia                   | National Mountaineering Federation of Mongolia (NMF)                                | 2010           |
| Nepal                      | Nepal Mountaineering Association (NMA)                                              | 1975           |
| Norvegia                   | Norges Klatreforbund (NK)                                                           | 1993           |
| Norvegia                   | Norsk Tindeklub (NTK)                                                               | 1965           |
| Noua Zeelandă              | New Zealand Alpine Club (NZAC)                                                      | 1932           |
| Țările de Jos              | Royal Dutch Mountaineering and Climbing Club (NKBV)                                 | 1932           |
| Pakistan                   | Alpine Club of Pakistan (ACP)                                                       | 1979           |
| Polonia                    | Polish Mountaineering Association (PZA)                                             | 1932           |
| Portugalia                 | Clube Nacional de Montanhismo (CNM)                                                 | 1955           |
| Portugalia                 | Federação de Campismo e Montanhismo de Portugal (FCMP)                              | 1992           |
| Portugalia                 | Federação Portuguesa de Montanhismo e Escalada (FPME)                               | 2004           |
| Cehia                      | Cesky Horolezecky Svaz (CMA)                                                        | 1932           |
| Republica Dominicană       | Associación Dominicana De Escalada y Montañismo (ADEM)                              | 2010           |
| Regatul Unit               | British Mountaineering Council (BMC)                                                | 1932           |
| Regatul Unit               | The Alpine Club (TAC)                                                               | 2003           |
| România                    | Clubul Alpin Român (CAR)                                                            | 1937           |
| România                    | Federația Română de Alpinism și Escaladă (FRAE)                                     | 1990           |
| Rusia                      | Climbing Federation of Russia (CFR)                                                 | 2004           |
| Rusia                      | Russian Mountaineering Federation (RMF)                                             | 2007           |
| Serbia                     | Mountaineering Association of Serbia (PSS)                                          | 2002           |
| Slovacia                   | Slovensky Horolezecky Spolok JAMES (SMU JAMES)                                      | 1932           |
| Slovenia                   | Alpine Association of Slovenia (PZS)                                                | 1991           |
| Statele Unite ale Americii | Alaskan Alpine Club (ALAC)                                                          | 1985           |
| Statele Unite ale Americii | American Alpine Club (AAC)                                                          | 1932           |
| Africa de Sud              | The Mountain Club of South Africa (MCSA)                                            | 1992           |
| Spania                     | Centre Excursionista de Catalunya (CEC)                                             | 1932           |
| Spania                     | Euskal Mendizale Federazioa (EMF)                                                   | 2002           |
| Spania                     | Federació d'Entitats Excursionistes de Catalunya (FEEC)                             | 2000           |
| Spania                     | Federación Española de Deportes de Montaña y Escalada (FEDME)                       | 1932           |
| Suedia                     | Svenska Klätterförbundet (SKF)                                                      | 1973           |
| Elveția                    | Schweizer Alpen-Club (SAC)                                                          | 1932           |
| Elveția                    | Vereinigung Akademischer Alpenclubs der Schweiz (VAACS)                             | 1985           |
| Taipeiul Chinez            | Chinese Taipei Alpine Association (CTAA)                                            | 1989           |
| Taipeiul Chinez            | Chinese Taipei Mountaineering Association (CTMA)                                    | 1993           |
| Turcia                     | Turkiye Dagcilik Federasyonu (TDF)                                                  | 1967           |
| Turcia                     | Zirve Mountaineering Club (ZMC)                                                     | 2011           |
| Ucraina                    | Ukrainian Mountaineering Federation (UMF)                                           | 1991           |
| Ungaria                    | Magyar Hegy- és Sportmászó Szövetség (MHSSz)                                        | 1932           |
| Ungaria                    | Magyar Sportturisztikai Szövetség (MSTSZ)                                           | 2003           |

### Observatori
| Țară       | Federație                                                            | An de afiliere |
| ---------- | -------------------------------------------------------------------- | -------------- |
| Ecuador    | Union Panamericana de Associaciones Montañismo y Escalada (UPAME)    | 1994           |
| Portugalia | Clube de Actividades de Ar Libre (CAAL)                              | 2011           |
| Elveția    | Union Internationale des Associations de Guides de Montagnes (UIAGM) | 1987           |
| Cehia      | Czech Mountain Leader Association (CMLA)                             | 2011           |

### Foști membri
| Țară             | Federație                                        | An de afiliere |
| ---------------- | ------------------------------------------------ | -------------- |
| Belgia           | Klim- en Bergsportfederatie (KBF)                | 2003           |
| Hong Kong, China | Hong Kong Sport Climbing Union (HCSCU)           | 1997           |
| Italia           | Federazione Arrampicata Sportiva Italiana (FASI) | 1989           |
| Italia           | Club Alpino Italiano (CAI)                       | 1932           |